# امیلی راد
امیلی راد (انگلیسی: Emily Rudd؛ زادهٔ ۲۴ فوریهٔ ۱۹۹۳ بازیگر، و مدل (شخص) اهل ایالات متحده آمریکا است. وی از سال ۲۰۱۳ میلادی تاکنون مشغول فعالیت بوده‌است. معروف ترین فیلم ایشون وان پیس هست

## فیلم شناسی
از فیلم‌ها یا برنامه‌های تلویزیونی که وی در آن نقش داشته‌است می‌توان به خیابان ترس بخش دوم: ۱۹۷۸، خیابان ترس بخش سوم: ۱۶۶۶ ،وان پیس اشاره کرد.